# Absarokee
Absarokee è un census-designated place (CDP) nella contea di Stillwater, Montana, Stati Uniti d'America, all'incirca a 14 miglia a sud di Columbus sulla Highway 78. Il noem deriva dagli indiani Crow che abitavano queste terre. Vicino ad Absarokee si trova la miniera Stillwater, gestita dalla Stillwater Mining Company, da cui si estraggono il palladio e il platino.

## Geografia fisica
Absarokee si trova in una valle vicino a dove i fiumi Stillwater e Rosebud si uniscono. Secondo il United States Census Bureau, la CDP copre un'area di 5.3 chilometri quadrati.
Le città più vicine sono Roberts, MT (5,4 chilometri ), Columbus (5,6 chilometri ), Red Point (5,8 chilometri) , Joliet e Greycliff, (7,7 chilometri).

## Società

### Evoluzione demografica
Secondo i dati del censimento del 2000, Absarokee contava di 1.234 persone, 499 famiglie, e 343 famiglie residenti nel CDP. La densità di popolazione era pari a 234,7 persone per chilometro quadrato. Si contavano 550 unità abitative con una densità media di 104.6/km². La composizione razziale della CDP è stata 97,24% bianco, 0,08% afroamericani, 0,08% nativi americani, 0,16% asiatici, 1,54% da altre razze, e 0,89% da due o più razze. Ispanici o Latini il restante 2,51% della popolazione.
Il censimento ha contato 499 nuclei familiari, il 34,5% con figli di età inferiore ai 18 anni che vivono con loro, il 60,3% coppie sposate, il 5,8% composto da donne con marito assente, mentre il 31,1% non è definito come famiglia. Il 26,9% dei nuclei familiari era composto da single e il 13,6% comprende una persona con 65 anni di età o più. La dimensione media di un nucleo familiare è 2,45 mentre la dimensione media della famiglia era 3.01.
Secondo l'ultima rilevazione il 27,6% della popolazione è di età inferiore a 18, il 4,9% dai 18 ai 24 anni, il 27,6% dai 25 ai 44, il 22,9% dai 45 ai 64, ed il 17,0% oltre i 65 anni di età o più. L'età media è 40 anni. Per ogni 100 donne ci sono 93,7 maschi. Per ogni 100 donne sopra i 18 anni, ci sono 95 maschi.
Sempre secondo i dai dell'ultima rilevazione il reddito medio per una famiglia nella era di 43.676 dollari. Gli uomini hanno un reddito medio di $ 47.404 contro $ 19.545 delle donne. Il reddito pro capite per la zona era di $ 20,677. Circa il 4,2% delle famiglie e del 7,1% della popolazione sono al di sotto del soglia di povertà, tra cui 8,0% di quelli sotto 18 anni ed il 7,0% di quelli dai 65 anni in su.
La vicina miniera influenza grandemente la popolazione della zona. Anche se la popolazione rimane relativamente costante con un leggero aumento, le famiglie che vivono del lavoro delle miniere generalmente sono più transitorie delle locali comunità agricole, così da causare lievi modifiche nella popolazione cittadina.

## Scuole
Absarokee ha due sedi scolastiche. La scuola elementare, che è situata sul lato sud delpaese, dove prima si trovava la high school. La nuova high school è stata ultimata nel 1989, ed ospita gli studenti della junior high school e della hifh school propriamente detta.
La High School si Absarokee è una scuola di classe C (con meno di 132 studenti), che sostiene solo alcune competizioni atletiche, come il football ad 8 giocatori. Le squadre della scuole sono chiamate gli Huskies e ed i colori sono l'arancio e il nero.